# Echidnophaga ochotona
Echidnophaga ochotona är en loppart som beskrevs av Li Kuei-chen 1957. Echidnophaga ochotona ingår i släktet Echidnophaga och familjen husloppor. Inga underarter finns listade i Catalogue of Life.